# Bakary Camara
Bakary Camara (nacido en 1998 en Harlem, New York) es un jugador de baloncesto estadounidense con nacionalidad malí que mide 2,01 metros y actualmente juega de alero en el Randers Cimbria de la Basketligaen danesa. 

## Trayectoria
Camara comenzó su andadura en el baloncesto profesional en la NCAA II en los Bridgeport Purple Knights de la Universidad de Bridgeport, donde permaneció entre los años 2016 y 2020. En la última campaña promediado 16.3 puntos, 7.4 rebotes y 3.4 asistencias en casi 30 minutos por partido.
El 8 de septiembre de 2020, llega a España para jugar en las filas del Palencia Baloncesto de la Liga LEB Oro, durante una temporada.
En febrero de 2021, abandona la plantilla del Palencia Baloncesto y firma por el Aquimisa Carbajosa de la Liga LEB Plata.
El 3 de agosto de 2021 se anunció vinculación al FC Cartagena Baloncesto de la Liga LEB Plata por una temporada.